# Обсерваційна армія
Обсерваційна армія (також армія спостереження) — військо нейтральної держави, створене з політичних причин.
Метою створення армії спостереження є:
- прямий захист державного кордону, коли військові дії на території інших держав розвиваються поряд з кордонами нейтральної держави;
- забезпечення зобов'язань нейтралітету, наприклад, затримання перебіжчиків;
- підтримка дипломатичних дій з метою уникнення збройної загрози.